# Birkum Kohave
Birkum Kohave er en bebyggelse der ligger cirka 2 kilometer sydøst for Birkum. Stedet har oprindelig været krat-skov og overdrev, med kun enkelte små huse. Skoven har tjent som træ-ressource for Birkum, og som navnet antyder, græsningsareal og oldensted. Den udflyttede gård, Birkum Skovgård, vidner ligeledes om den tidligere skovrigdom.
I dag er næsten hele området opdyrket og kun vejforløbet, og enkelte bindingsværkshuse, er tilbage. Til nogle af husene knytter sig stadig i dag navne, så som "Dagmarhus". Husnavnene formodes at relatere til tidligere beboere.
Området havde indtil for nogle år siden bevaret sit præg af, at det var fattige småkårs folk der boede "ude" i Kohaven. Den største gård er Ravnegården. Denne gård har haft indflydelse på Kohavens beboer som arbejdsplads. Ved denne gård findes et gadekær, hvor der skulle være gravet ler til de omkringliggende huse.